# Fanny Hesse
Fanny Hesse, nacida Angelina Fanny Eilshemius., (Nueva York, 22 de junio de 1850-1 de diciembre de 1934) fue una investigadora estadounidense, conocida por su trabajo en microbiología y el desarrollo del agar como medio de cultivo de microorganismos.

## Biografía
Angelina Fanny Eilshemiusl nació el 22 de junio de 1850 en la ciudad de Nueva York, era hija de Gottfried Eilshemius, un rico comerciante de importación, y Ceclie le. Conoció al médico Walther Hesse, su futuro esposo y compañero de investigación, en 1872, mientras estaba en Alemania. Se comprometieron en 1873 y se casaron en Ginebra  en 1874.
Antes de su descubrimiento, Fanny Eilshemius de Hesse hacía dibujos para las publicaciones de Walter Hesse. Mientras trabajaba para su esposo como técnica en el laboratorio del médico y microbiólogo alemán Robert Koch, Fanny Eilshemius de Hesse sugirió que el agar podría ser preferible a la gelatina para cultivar bacterias. Esto llevó a Koch a usar agar para cultivar las bacterias que causan la tuberculosis, lo cual produjo un gran avance para la ciencia de su época.
En un artículo sobre el bacilo de la tuberculosis publicado en 1882, Koch mencionó el uso del agar en lugar de la gelatina, pero no les dio crédito a Fanny Eilshemius y Walther Hesse, ni comentó por qué había hecho el cambio. La idea de Fanny Eilshemius de Hesse nunca tuvo como resultado un beneficio financiero para la familia.